# Norbert Koof
Norbert Koof (13 de septiembre de 1995) es un jinete alemán que compitió en la modalidad de salto ecuestre.
Ganó dos medallas en el Campeonato Mundial de Saltos Ecuestres de 1982, oro en la prueba individual y plata por equipos, y dos medallas en el Campeonato Europeo de Saltos Ecuestres, oro en 1981 y bronce en 1977.

## Palmarés internacional
| Campeonato Mundial | Campeonato Mundial | Campeonato Mundial | Campeonato Mundial |
| Año                | Lugar              | Medalla            | Categoría          |
| ------------------ | ------------------ | ------------------ | ------------------ |
| 1982               | Dublín (Irlanda)   | Medalla de oro     | Individual         |
| 1982               | Dublín (Irlanda)   | Medalla de plata   | Por equipos        |
| Campeonato Europeo |                    |                    |                    |
| Año                | Lugar              | Medalla            | Categoría          |
| 1977               | Viena (Austria)    | Medalla de bronce  | Por equipos        |
| 1981               | Múnich (RFA)       | Medalla de oro     | Por equipos        |